# 貞子3D
『貞子3D』（さだこスリーディー）は、2012年5月12日に公開の日本のホラー映画。監督はそれまでのリングシリーズを監督していた中田秀夫や鶴田法男ではなく『高校デビュー』の英勉。脚本も高橋洋ではなく藤岡美暢と英勉の共同脚本となっている。主演は石原さとみ。
キャッチコピーは「"S"の復活-」。
2013年8月30日には続編『貞子3D2』が公開された。

## 概要
鈴木光司書き下ろし『エス』を原作とし、『リング』シリーズ完結後の約12年後に製作された。『リング』『らせん』『リング2』『リング0 バースデイ』に続く映画シリーズ第5作目となり、第2作目『らせん』の設定上の続編とされる。シリーズ初の3D立体映画（3D/2D同時公開）となる。
ストーリーは『エス』の忠実な映画化ではなく、同作の登場人物や各種設定を応用して映画オリジナルの物語に再構築したもので、最大の違いは原作で間接的に登場するにすぎない山村貞子を、旧映画シリーズ同様に殺人モンスターとして登場させており、ジャンルとしては旧映画シリーズの系譜上にある作品となっている。

## あらすじ
主人公・鮎川茜が教師を務める女子高では、ニコニコ動画上で生放送されるという「呪いの動画」が噂になっていた。動画は、ある男が首を絞められる映像が流れ、最後に「お前じゃない」という声が聞こえ、それと共に閲覧者が死ぬというものだった。動画は放送後に削除されるも、今なおゲリラ的にウェブ上でアップロードされ続けているという。
その動画探しに熱中していた、茜の教え子の一人、典子は遂に動画の再生に成功するが、直後にマンションから転落死してしまった。典子の変死事件を担当した刑事の小磯と中村は、捜査の過程で「呪いの動画」の噂を聞きつける。やがて動画の閲覧直後に変死した人物が複数いることに気付いた小磯と中村は、動画を最初にアップロードした人物が柏田清司というアーティストであることを突き止める。
やがて、茜の教え子の一人で典子の友達だった理沙も動画のアクセスに成功し、閲覧に使ったパソコンから女性の怪物が出現するが、場に居合わせた茜の悲鳴でパソコンのディスプレイが破壊され、動画の女は「お前だ」という言葉を残して姿を消し、かろうじて難を逃れる。茜の悲鳴は超音波のような能力を持っており、その能力のせいで冷遇を受けてきたという過去があった。しかしこの一件で理沙は気が触れてしまい、茜の責任問題に発展してしまう。
茜は榎木から動画に関する情報を聞き、皆、一様に動画の最後に「お前じゃない」という言葉を聞いている事を知る。自分だけ「お前だ」と言われた茜は、他の人たちとの体験の違いに動揺する。
一方、茜の恋人の安藤孝則もまた「呪いの動画」の再生に成功してしまう。しかし今回も、動画に登場した謎の女は茜に対し「お前だ」と宣言する。孝則と茜はその場から逃げ出すが、街中のディスプレイから飛び出してきた謎の女によって、孝則は異世界へ引きずり込まれてしまう。
その頃、柏田の捜査を進めていた中村刑事が突然自殺してしまう。残された小磯は柏田を追い続け、遂に柏田が目指していたもの～「Sの復活」というキーワードに突き当たった。そして追跡過程で小磯は茜と知り合い、共に『S』が潜む場所を突き止め、向かうことになる。だがそこに現れたのは、逆四つ這いで這いまわる化け物の大群だった。
小磯刑事は倒れ、貞子に身体を奪われる茜。だが、目覚めた孝則の働きと茜自身の意志の力によって、茜と孝則は生還した。

## キャスト
- 鮎川茜（高校教師） - 石原さとみ
- 安藤孝則（茜の恋人） - 瀬戸康史
- 貞子 - 橋本愛
- 中村正彦（刑事） - 高橋努
- 榎木俊介（孝則の同僚） - 染谷将太
- 北山理沙（茜の生徒） - 高良光莉
- 森崎典子（茜の生徒で被害者） - 喜多陽子
- 柏田清司（最初の動画配信） - 山本裕典
- 小磯勇吾（刑事） - 田山涼成
- 鮎川茜（少女時代） - 平祐奈

## スタッフ
- 原作 - 鈴木光司『エス』（角川書店刊）
- 監督 - 英勉
- 脚本 - 藤岡美暢、英勉
- 音楽 - 川井憲次
- 主題歌 - シド「S」（Ki/oon Music）
- エグゼクティブプロデューサー - 井上伸一郎
- 企画 - 池田宏之
- ラインプロデューサー-武井哲
- 撮影 - 藤本信成
- 美術 - 原田恭明
- 照明 - 和田雄二
- 編集 - 阿部亙英　下田悠
- 録音 - 加来昭彦
- 整音 - 室薗剛
- 音響効果 - 柴崎憲治
- 衣装 - 宮本まさ江
- 製作 - 「貞子3D」製作委員会（角川書店、関西テレビ放送、東海テレビ放送、テレビ静岡、テレビ新広島、岡山放送）
- 制作 - 東北新社
- 特別協力 - ニコニコ動画、ビックカメラ
- 配給 - 角川映画

## プロモーション活動
始球式やケロロ軍曹、ハローキティ等の各種コラボレーションなど、各所で積極的な宣伝活動・広報活動を行った。『くるねこ』とコラボレーションしたマナー特報や、『かよえ!チュー学』とのコラボアニメも制作されている。
- 2012年4月29日にGREEのソーシャルゲーム『秘録 妖怪大戦争』の「妖恋百物語」に登場[4]。
- 2012年5月6日には渋谷スクランブル交差点で貞子が50人以上出現したゲリライベントが行われた[5]。
- 2012年5月10日よりソーシャルゲーム『ガメラバトル』にて新イベント「謎のミュータント 貞子」を配信[6]。
- 2012年5月12日には特別番組としてニコニコ生放送で『貞子の部屋』を放送[7]。
- 2012年7月14日には屋内型テーマパーク、東京ジョイポリスにて『貞子3D 呪いのツアー』がウォークスルーホラーアトラクションとして登場する[8]。

## 封切り
日本では全国214スクリーンで公開され、初週5月12日、13日の土日2日間で動員15万4,148人、興行収入2億4,641万4,100円となり、興行通信社調べによる興収ランキング2位を記録し、10代、20代の若年層を中心としたヒットとなった。
日本国外では、韓国で6月14日より200スクリーンで上映され、香港でも同日より、シンガポールで6月21日から、台湾などでも上映された。
本作のヒットを記念して同年6月7日に東京・角川シネマ新宿にて貞子4Dの上映が行われた。4Dでは本編のシーンに合わせ劇場をアトラクション化した演出がおこなわれている。

## 作品解説
主要人物である柏田は、原作の正体は前シリーズに繋がる重要人物であったが、本作ではこの設定は一切描かれず、従って前シリーズとの関連性は一切ない、独立した物語となっている。また、前映画シリーズはシリアス路線だったのに対し、本作ではコメディ要素も多数含まれており、終盤に登場する異形の貞子群に主人公が鉄パイプで立ち向かうなど、アクション性も強調されている。
貞子役の橋本愛は公開間近まで伏せられていた。時代背景にあわせニコニコ動画を題材としている。

## 書籍
単行本『エス』
2012年5月11日発売。著者鈴木光司
ノベライズ『貞子3D-復活』
2012年4月25日発売。ノベライズ・藤ダリオ
コミック『貞子』
2012年4月19日発売。漫画MEIMU
ギャグコミック「となりの貞子ちゃん2D」
富士見書房。監修鈴木光司、著者井原裕士。月刊ドラゴンジュニアにリング0の公開に合わせて2000年2月～6月、12月号とThe Ringの公開に合わせて2003年1月号にとなりの貞子ちゃんとして掲載。貞子3D 2の公開に合わせて書き下ろしを加えて本タイトルで単行本発売

## パチンコ・パチスロ
パチンコCR貞子3D
高尾より2015年4月6日導入。2016年9月26日に「ちょいパチ」版が導入。
スロット貞子3D
ニューギンより2016年10月3日導入。

## シアタールームVR
2019年2月15日よりPS VR用動画視聴アプリケーション『シアタールームVR』版を配信。

## Webアニメ
がんばれ!!貞子ちゃん THE 3D ANIMATION
貞子ちゃん3D。映画テレビ放送に合わせYoutubeで配信されたショートCGアニメ。
| 話数  | サブタイトル | 配信日         |
| ----- | ------------ | -------------- |
| 第1話 | ある日の出勤 | 2013年 4月19日 |
| 第2話 | こだわり     | 4月20日        |
| 第3話 | 三日に一度   | 4月21日        |